# 惑星のかけら (曲)
『惑星のかけら』（ほしのかけら）は日本のロックバンド・スピッツの楽曲で、通算4作目のシングル。1992年8月26日にポリドールより発売。

## 概要
同名アルバムからの先行シングル。作詞にあたっては、アイザック・アシモフやアーサー・C・クラークのSF小説をイメージしている。イントロの歪んだギターなど、スピッツのシングルとしては珍しいタイプであるが、後にメンバーは「当時は売れることを考えてなかったから、売れようと思っていたらこの曲はシングルにはしなかった」と語っている。また、このようなロックサウンドを前面に出した背景に「男性ファンを増やしたかった」という思いもあったという。8cmシングルのジャケットは、とあるアメリカ製玩具のパッケージをそのまま使用している。

## 収録曲
全曲 作詞、作曲／草野正宗　編曲／スピッツ
1. 惑星のかけら
収録アルバム：『惑星のかけら』、『CYCLE HIT 1991-1997 Spitz Complete Single Collection』
2. マーメイド
収録アルバム：『花鳥風月』

## 演奏
- 草野マサムネ: Vocals, Guitars
- 三輪テツヤ: Guitars
- 田村明浩: Bass
- 﨑山龍男: Drums, Percussion(#2)